# 福清公主
福清公主（1370年—1417年2月28日），明朝公主。明太祖朱元璋第八女，母为郑安妃。
洪武十八年三月十七日（1385年4月26日），下嫁鳳翔侯張龍之子張麟，生有一个独生子张杰。以后因张家被剥夺了爵位，驸马张麟未能嗣侯。
十五年二月十二日（1417年2月28日），福清公主去世，年四十七岁。。
1998年，在南京市雨花台区发现福清公主墓，后易地重建，现为南京市文物保护单位。